# Myoskeletální medicína

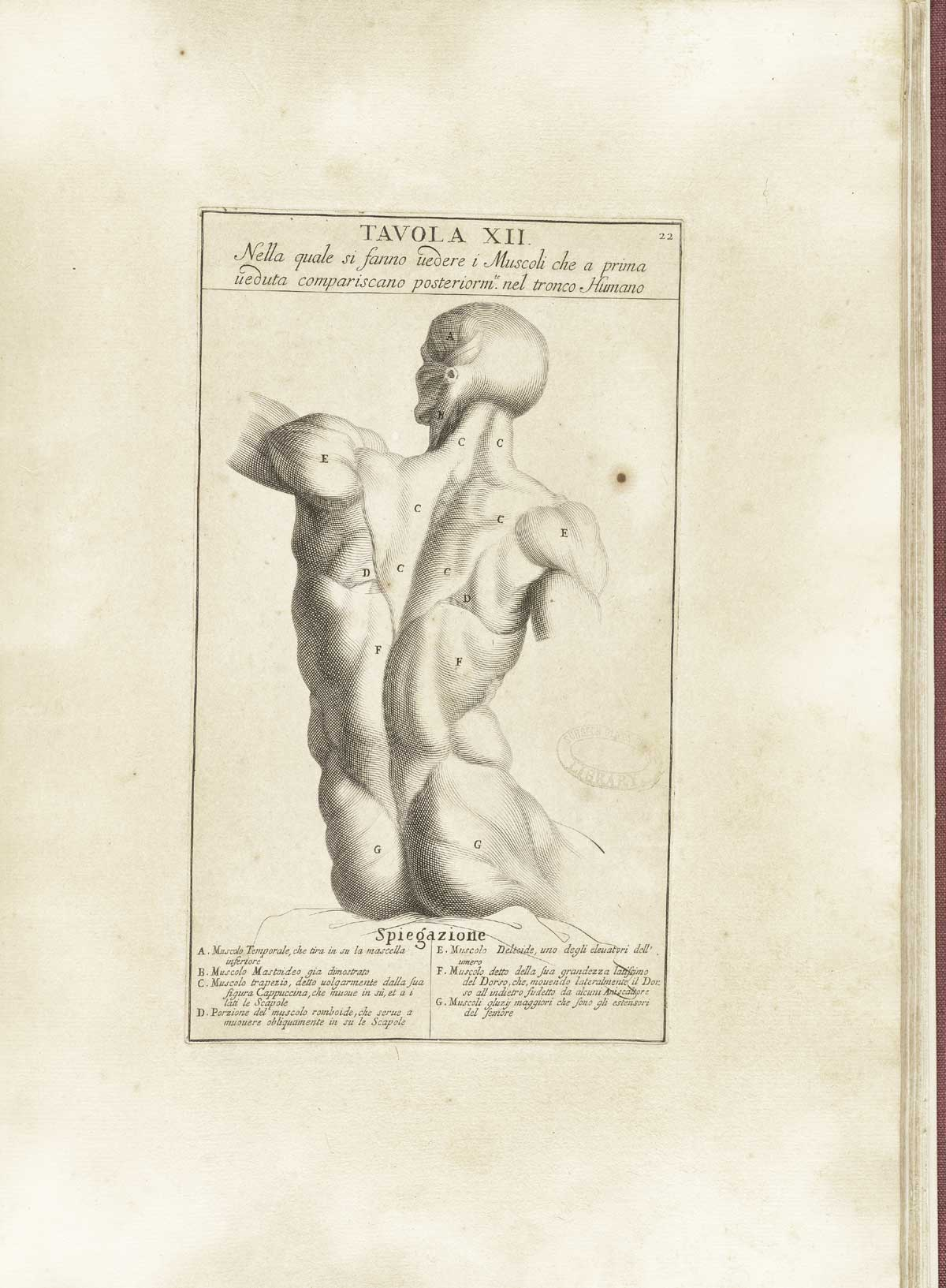

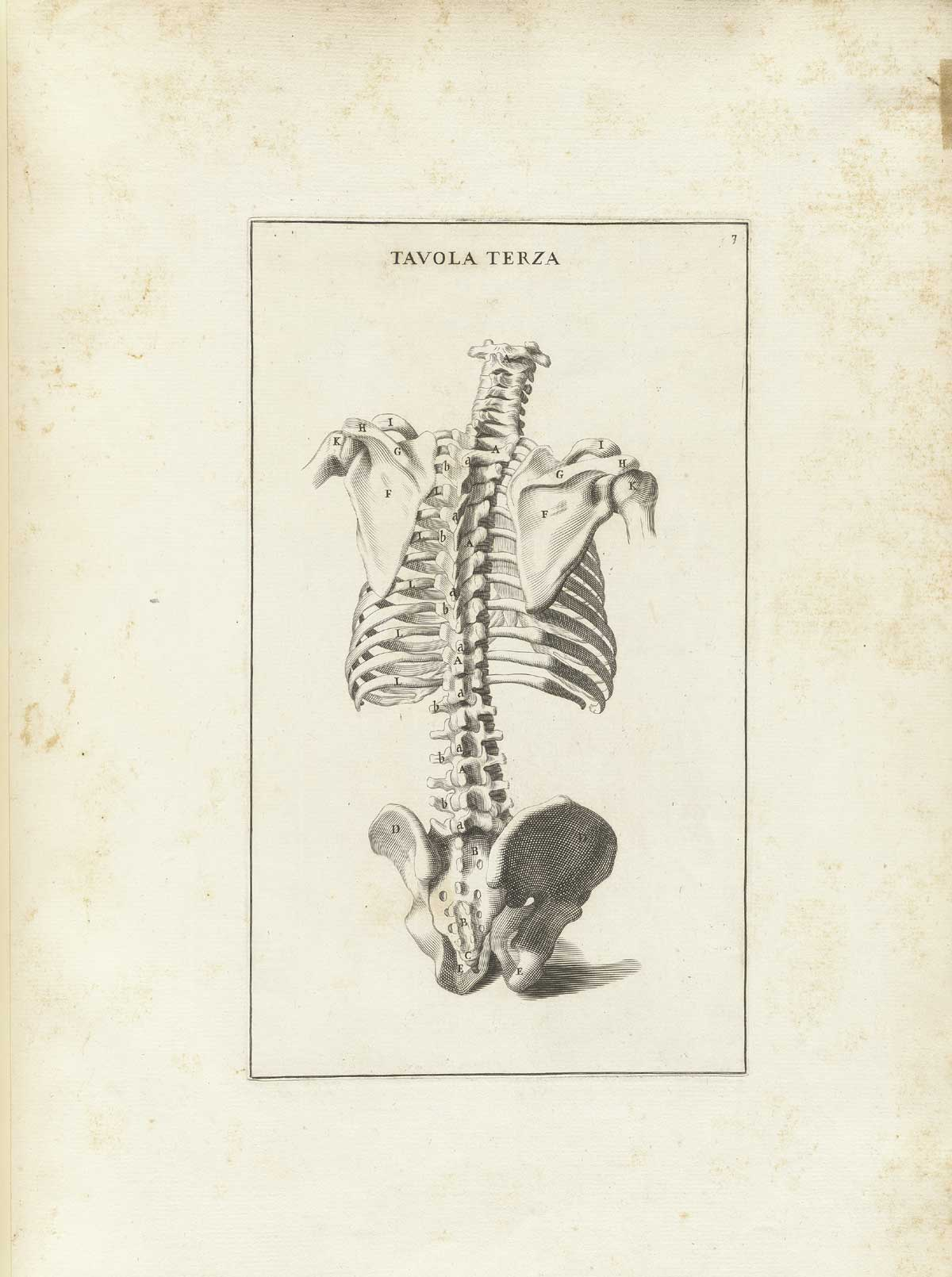

Myoskeletální medicína (lat. myos = sval, skeleton = kostra) se zabývá diagnostikou a neoperační léčbou páteře, kloubů a měkkých tkání, které mají souvislost s pohybovým aparátem člověka. Svými vyšetřovacími postupy myoskeletální medicína odhaluje různé příčiny bolestí či problémů hybnosti v oblasti páteře, kloubů, svalů, šlach, fascií aj. Je metodou volby např. v raných stádiích kloubních artróz, blokád, svalové ztuhlosti a dysbalance, adheze měkkých struktur aj. Poruchy a bolesti často efektivně odstraňuje. Nepopírá své profesní meze a potřebu operačních zákroků, např. při indikaci kloubních náhrad (aloplastik).
Významné místo v myoskeletální medicíně si získala tzv. Pražská myoskeletální škola, zejména neurolog a fyzioterapeut Karel Lewit. Ten, spolu s Jandou, Jiroutem a Vélem, stanovil funkční diagnostiku a navrhl ucelený přístup, jímž se myoskeletální medicína odlišuje např. od klasických masáží.

## Metodologie
Za účelem stanovení diagnózy myoskeletální medicína používá pohovor s pacientem, aspekci, palpační vyhmatávání a erudované, funkční myšlení terapeuta. Ten by měl být vysokoškolsky vzdělán a dobře obeznámen s anatomickými, kineziologickými, neurologickými a jinými složkami pohybového aparátu. Zobrazovacím metodám (RTG, CT, MRI) myoskeletální medicína přisuzuje jejich význam, nicméně vidí i jejich omezení, nezřídka totiž nekorelují s popisem pacientových problémů a pacienti bývají léčeni neúspěšně a neúčelně.
„Víte, dnes jsme v zajetí zobrazovacích metod. Ale jemná, vycvičená ruka, ta je nenahraditelná… A to je požehnání i prokletí – ty zobrazovací metody jsou prostě líp honorované. A taky operace… Ukážete doktorům na bolavé místo a už si brousej skalpely.“ Z rozhovoru s Karlem Lewitem, Dobřichovice, 2011

Lékaři a fyzioterapeuti si vedou záznamy o postupu léčby, která bývá často kontinuální. Při svých kineziologických vyšetřeních by měli věnovat pozornost pacientovu popisu problému, zjišťovat, zda jejich nálezy tomuto popisu odpovídají, určují, zda problémy jsou rázu funkčního (špatná postura, nesprávné pohyby) či strukturálního (blokády kloubu, svalové dysbalance, spazmy, "trigger pointy") a průběžně posuzují, zda jsou jimi volené terapie úspěšné. Pro léčbu používají širokou paletu terapií: jemné trakce, postizometrickou relaxaci svalů, měkké techniky, manipulaci a mobilizaci kloubů, protažení fascií, posun hlubokých tkání, masáž, léčebná cvičení aj. Na rozdíl od plošně působících léků tak myoskeletální medicína odstraňuje strukturální příčiny bolestí. Za důležitou podmínku úspěchu považuje pacientovu spolupráci, doporučuje cvičení na daný problém a vede pacienta k osvojení si správných pohybových vzorců. Cílem je pacientův bezbolestný a hladký pohyb nebo alespoň minimalizace bolesti.

## Publikace
- Manipulační léčba v rámci léčebné rehabilitace (LEWIT Karel, 1990)
- Manuální medicína (RYCHLÍKOVÁ Eva, 1985)
- Funkční poruchy kloubů končetin a jejich terapie (RYCHLÍKOVÁ Eva, 1994)
- Bolesti v zádech. Protiklady, tendence a řešení (JANDA Vladimír, 1988)
- Skryto v páteři (RYCHLÍKOVÁ Eva, 1985)
- Škola zad (RAŠEV Eugen, 1992)
- Cvičení a prevence civilizačních chorob, aktivní hygiena pohybového aparátu (VÉLE, ČUMPELÍK, BORTLÍKOVÁ, STOLZ, 1980)